# Raymond Chiao
Raymond Y. Chiao (Hong Kong, 9 de octubre de 1940) es un físico chino-norteamericano.
Se licenció en la Universidad de Princeton en 1961. Después de hacer su doctorado en el Instituto de Tecnología de Massachusetts en 1965 aceptó un puesto como profesor asistente de Física en el MIT durante dos años. El Dr. Chiao ha estado enseñando en Berkeley desde 1967. En la actualidad es profesor en las escuelas de Ciencias Naturales e Ingeniería de la Universidad de California, Merced.
Fue Sloan Fellow y actualmente es miembro de la American Physical Society y de la Optical Society of America. 
Sus intereses de investigación actuales son sobre óptica cuántica y no lineal, incluidos los experimentos de los fenómenos ópticos más rápidos que la luz. 
Vive en Oakland, California con su esposa y sus tres hijas. 
Pertenece al grupo de Física y Cosmología del Center for Theology and the Natural Sciences (CTNS).